# ムスチスラフ2世

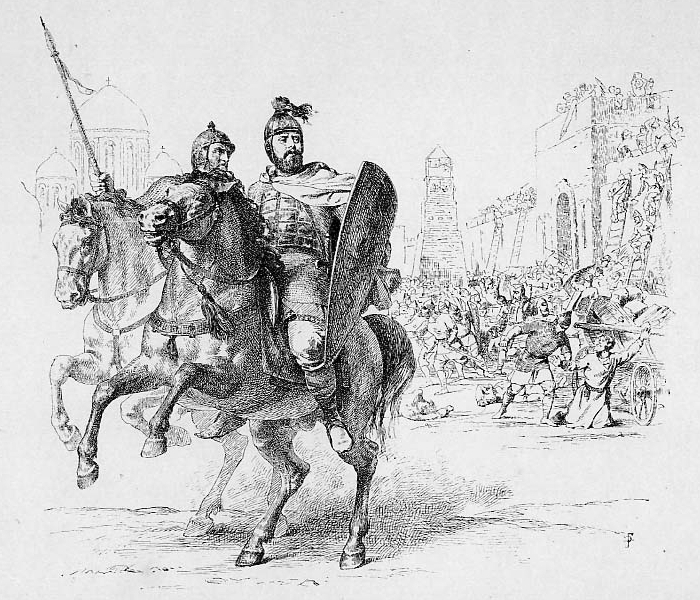
ムスチスラフ2世

ムスチスラフ2世（古ルーシ語:Мьстиславъ Изѧславичь、? - 1170年）は、キエフ大公（在位：1167年 - 1169年）。イジャスラフ2世の長男。息子には南西ルーシの雄ロマン大公がいる。

## 来歴
- 出生年は不明。初出はラヴレンチー年代記の1146年の記事、次いでイパーチー年代記の1147年 - 1148年に登場。当初、ペレヤスラヴリ・ルースキーの公で、1148年に、ユーリー・ドルゴルーキーの子グレプをこの町で撃退した。
- 1151年 父を助けるためにハンガリー軍を率いるが、ユーリー・ドルゴルーキーの同盟者であるガーリチ公ウラジーミルにより打ち敗れられる。
- 1154年までペレヤスラヴリの公。
- 1157年 キエフに座すユーリー・ドルゴルーキーに対し、チェルニーゴフ公と共に軍を向けるが、この時にユーリーはキエフで死去した。
- 1159年 キエフを占領し、自分の叔父スモレンスク公ロスチスラフを大公位につけた。
- 1167年 叔父が死んだ後、ムスチスラフはキエフに招致され、キエフ大公になった。
- 1168年 ポーロヴェツ遠征。
- 1169年 アンドレイ・ボゴリュブスキーのキエフ攻撃にこらえきれず、ウラジーミル・ヴォルィンスキーに退去する。
- 1170年 再度、短期間だがキエフを占領。同年、ウラジーミル・ヴォルィンスキーで死去。

## 子女
ポーランド王ボレスワフ3世の娘アニェスカ(ru)と結婚し、3人の息子をもうけた。
- ロマン（1152年 - 1205年）
- スヴャトスラフ - ベレスチエ公
- フセヴォロド（1196年没）